# Антоний (Георгианнакис)
Митрополит Анто́ний Георгианна́кис (англ. Metropolitan Anthony E. Gergiannakis, греч. Μητροπολίτης Αντώνιος Γεωργιαννάκης; 2 марта 1935, деревня Авгеники, остров Крит, Греция — 25 декабря 2004, Дейвис, округ Йоло, штат Калифорния, США) — епископ Константинопольской православной церкви, митрополит Сан-Францисский.

## Биография
Родился 2 марта 1935 года в деревне Авгеники на острове Крит; был третьим из шести детей Эммануила и Элефтерии Георгианнакисов. На его детство пришлись суровые годы немецкой оккупации. Начальное образование получил в церковной школе Ханьи на острове Крит.
Своё образование продолжил в духовной семинарии на острове Халки в Турции, во время обучения в которой, 27 июля 1958 года, был рукоположён в сан диакона.
В 1960 году окончил Халкинскую семинарию и 29 сентября того же года был рукоположён в священники.
После рукоположения уехал в Соединенные Штаты Америки, где служил приходским священником и одновременно получал высшее образование: он получил степень магистра богословия Йельского университета, получил степень доктора в Университете Чикаго и Университета штата Висконсин.
В 1974 году он был назначен настоятелем Свято-Георгиевского собора в Монреале, Канада, где он служил до его избрания епископом.
21 мая 1978 года хиротонисан в титулярного епископа Амисского, викария Американской архиепископии, и назначен управляющим Восьмым архиепископийским округом с центром в Денвере, штат Колорадо.
15 марта 1979 года в ходе реорганизации Американской архиепископии округа стали полноценными епархиями; тогда же епископ Антоний был избран епископом Сан-Францисским. Новая епархия включила в себя территории западных штатов США: Калифорния, Аризона, Невада, Орегон, Вашингтон, Аляска, Гавайи. Стал членом восстановленного Синода Американской архиепископии. 7 июня того же года состоялась его торжественная интронизация.
Создал Фонд помощи студентам епископ Антония (Bishop Anthony Student Aid Endowment Fund), многомиллионный стипендионный счёт, который предусматривает финансирование семинаристов и студентов из Сан-Францисскской митрополии для обучения их в Греческом колледже и Крестовоздвиженский школы теологии в Бруклайне (штат Массачусетс).
24 ноября 1997 епископ Антоний получил титул митрополита Дарданелльского, ипертима и экзарха всего Геллеспонта, сохранив за собой Сан-Францисскую епархию. 20 декабря 2002 года после возведения епархий Американской архиепископии в метрополии, митрополит Антоний получил титул Митрополита Сан-Францисского.
Во время своего управления Сан-Францисской кафедрой увеличился штат духовенства и возросло число епархиальных программ. За время его управления епархией было основано более двадцати новых приходов и миссий, практически по приходу за год. При нём также было основано три монастыря. Он был инициатором основания Свято-Николаевского ранчо, греческий православный конференц-центр и место отдыха, расположенное в предгорьях Сьерра-Невады. Он также был движущей силой строительства на территории Свято-Николаевского ранчо монастыря Богородицы Живоносный Источник.
В ноябре 2004 года ему поставили диагноз лимфома Беркитта. Через пять недель, 25 декабря 2004 года, он скончался медицинском центре в Дэйвисе, округ Йоло, в возрасте 69 лет.